# Cuarta Enmienda a la Constitución de los Estados Unidos
La IV Enmienda (la Cuarta enmienda) a la Constitución de los Estados Unidos es una de las provisiones incluida en la Bill of Rights. La Enmienda se trata sobre la protección a pesquisas y aprehensiones arbitrarias. Fue establecida como respuesta a la controvertida writ of assistance (una especie de orden general de registro), la cual jugó un papel importante tras la Guerra de Independencia de los Estados Unidos

El derecho de los habitantes de que sus personas, domicilios, papeles y efectos se hallen a salvo de pesquisas y aprehensiones arbitrarias, será inviolable, y no se expedirán al efecto órdenes que no se apoyen en un motivo verosímil, estén corroborados mediante juramento o protesta y describan con particularidad el lugar que deba ser registrado y las personas o cosas que han de ser detenidas o embargadas.
IV Enmienda

## Introducción
La Cuarta Enmienda a la Constitución de los Estados Unidos requiere que las pesquisas y aprehensiones conducidas por una autoridad del gobierno deben ser "razonables". 
Por el final, la enmienda especifica que las órdenes judiciales sobre registro y arrestos deben estar justificadas por una causa razonable y debe estar limitada a en cuanto a su alcance a información específica suministrada por una persona (generalmente un oficial de policía) quien jura sobre la veracidad de esta información, y por ello puede ser responsable frente a un tribunal.
La enmienda se aplica solo a los entes del gobierno; no se garantiza con ello el derecho a la libertad ambulatoria de las personas respecto de pesquisas y aprehensiones conducidas por ciudadanos organizaciones privadas. Específicamente, la Carta de Derechos solo restringe el poder del gobierno federal, pero la Corte Suprema de los Estados Unidos ha fallado que la Cuarta Enmienda es aplicable a los gobiernos estatales por aplicación de la Decimocuarta Enmienda. Actualmente, todas las constituciones de los estados contienen un precepto análogo.
```
 esto El Tribunal Supremo ha dicho que algunas pesquisas y aprehensiones pueden violar los requerimientos razonables de la Cuarta Enmienda incluso si se ha realizado con una orden judicial basada en una causa probable y limitada en cuanto a sus facultades.
[
4
]
 En contraposición la Corte ha aprobado órdenes de pesquisas rutinarias, por ejemplo "cuando, sobre la base de una causa probable se puede creer que se está cometiendo actualmente una ofensa criminal."
[
5
]
 Cabe destacar que la razonabilidad del requerimiento y la razonabilidad de la orden son distintos.
```

En cuanto al requisito de razonabilidad de la Cuarta Enmienda, se aplica no solo a una pesquisa combinada con una aprehención, sino que se aplica también por separado. Resulta importante destacar que la enmienda no se limita solo a la protección de elementos de autonomía personal o privada, sino que se aplica virtualmente a todos los aspectos del derecho criminal. Sin embargo, la enmienda no tiene el alcance de reemplazar otras garantías constitucionales, como reemplazar a la Octava Enmienda, la cual prohíbe los castigos "crueles e inusuales", con un acento en prohibir los castigos "irracionales".
La Cuarta Enmienda era necesaria debido a que la "writs of assistance" había alarmado al país, inspirando así a los ciudadanos a exigir sus derechos. El Congreso reconoció tales demandas, y por ello se creó la Cuarta Enmienda. ¿Pero cuál es el significado de las palabras "no razonable" de acuerdo con la gente de 1789, o con la gente de hoy en día, o con los jueces o con los jurados? Esta pregunta no ha sido contestada definitivamente.

## Regla de exclusión

La Carta de Derechos en el Archivo Nacional.

Una forma en que las cortes refuerzan los derechos garantizados por esta enmienda es por la regla de exclusión. La regla establece que las evidencias obtenidas bajo una violación de la Cuarta Enmienda no son generalmente admisibles para el fiscal durante el juicio criminal del defendido.
Antes de que la Corte adoptara la regla de exclusión en el caso Weeks v. United States, 232 U.S. 383 (1914), todas las evidencias, sin importar el tamaño, eran admitidas por el tribunal. La regla tiene por objeto impedir que los oficiales de policía violen los derechos otorgados por la Cuarta Enmienda. Así, las evidencias obtenidas por la policía que violan la Cuarta Enmienda no pueden ser utilizadas para condenar a alguien acusado de un crimen. Algunas personas opinan que sin esta regla, la Cuarta Enmienda no tendría sentido.

### Excepciones a la regla de exclusión
Al igual que con otras muchas reglas legales, esta regla tiene varias excepciones. En United States v. Leon, 468 U.S. 897 (1984), la Corte Suprema se basó en la regla de la "buena fe" sosteniendo que la evidencia obtenida por los oficiales realizando pesquisas basados en una orden judicial en "buena fe" que posteriormente se descubre que es deficiente, es igualmente admisible. La evidencia sería igualmente inutilizable si el oficial preparó una orden judicial bajo una declaración jurada de forma deshonesta o negligente, si el magistrado que la otorgó abandona su neutralidad, o si a la orden judicial carece de particularidad suficiente. El caso León solo se aplica a órdenes judiciales de pesquisas. No está clarificado si es que la excepción de "buena fe" se aplica a órdenes judiciales sobre pesquisas en otros contextos. El 8 de enero de 1974, la Corte Suprema falló que las decisiones de un gran jurado pueden basarse en supuesta evidencia ilegal obtenida en el interrogatorio de un testigo, debido a que sostener lo contrario interferiría sobre la independencia del gran jurado, y el momento para solicitar la ilegalidad de una pesquisa es después de que el acusado es formalizado. United States v. Calandra, 414 U.S. 338.
La Corte Suprema ha sostenido que la regla no se aplica bajo determinadas situaciones:(1) las audiencias de revocación de prisión preventiva o de libertad condicional; (2) audiencias de impuestos; (3) audiencias de deportaciones; (4) cuando oficiales del gobierno registran ilegalmente a personas fuera de los Estados Unidos; (5) cuando una persona privada (v.g. no un empleado del gobierno) encuentra evidencia bajo una pesquisa ilegal; y (6) cuando la evidencia obtenida por una pesquisa ilegal es utilizada para probar la credibilidad del testimonio del defendido. Con todo, el defendido puede objetar la inconstitucionalidad de la evidencia obtenida por pesquisas ilegales, si tales pesquisas viola sus derechos de esta Enmienda; un defendido no puede asegurar los derechos de un tercero. Por ejemplo, un simple pasajero de un auto puede oponerse al registro de su persona y la detención del automóvil, pero no puede oponerse al registro del auto. Si fuera un pasajero en su propio auto, tendría el derecho de oponerse al registro de su auto.
Cercana a la regla de exclusión se encuentra la doctrina de "la fruta del árbol podrido", bajo la cual el gobierno tiene prohibido el introducir cualquier evidencia que se haya obtenido como consecuencia de la pesquisa ilegal.
En cualquier caso, si una pesquisa o aprehensión es irracional, y por ello, inconstitucional, puede resultar de ello que el análisis respecto de los precedentes en el derecho común y respecto de los hechos del caso. Adicionalmente, como las pesquisas y aprehensiones son actividades diferentes, el análisis constitucional de una pesquisa se realiza de una forma diferente que el de una aprehensión.

## Pesquisas
No todas las acciones mediante las cuales la autoridad gubernamental obtiene información de o sobre una persona constituyen pesquisas. Por lo tanto, las acciones del gobierno solo dan pie para la protección de la enmienda si la información o la evidencia en cuestión es obtenida mediante "pesquisas" que pueden catalogarse dentro del significado que la enmienda da a tal palabra. Si no ocurren pesquisas o registros, no es necesaria una orden judicial. En general, las autoridades pesquisan cuando están obstruyendo la razonable expectativa de privacidad de la persona.

### Razonable expectativa de privacidad
En Katz v. United States, el Juez Harlan dio su opinión articulando las dos-partes de prueba adoptadas luego por la Corte como definición de pesquisa para los propósitos de la Cuarta Enmienda: (1) la acción del gobierno debe contravenir la expectativa subjetiva actual de privacidad de la persona; (2) y esta expectativa de privacidad debe ser razonable, en el sentido de lo que la sociedad reconoce por tal.
En orden para realizar la primera parte de la prueba, la persona de la cual se obtiene la información debe demostrar que ellos, de hecho, tenían una actual y subjetiva expectativa de que la evidencia obtenida no estaría disponible al público. En otras palabras, la persona que asegura que se procedió a una pesquisa debe demostrar que se obtuvo la evidencia para asegurar su privacidad. 
La segunda parte de la prueba es analizar la objetividad: ¿la sociedad podría considerar que la expectativa de privacidad de una persona es razonable?  Si es seguro que una persona no mantuvo la evidencia en cuestión en un lugar privado, entonces no se requiere una pesquisa para develar una evidencia. Por ejemplo, no se realiza una pesquisa cuando la policía revisa la basura debido a que una persona generalmente no esperaría a que las cosas que arroja a la basura se mantendría necesariamente en privado.  Similarmente, no se produce una pesquisa cuando un oficial monitorea los números marcados por el teléfono de una persona, aunque, el Congreso ha establecido leyes que restringen semejantes monitoreos. La Corte Suprema ha fallado que no hay una objetiva expectativa de privacidad (y por lo tanto tampoco una pesquisa) cuando un oficial vigila el domicilio de una persona desde un helicóptero a una altura de 400 pies.

### Causa probable para pesquisar
Cuando la policía lleva a cabo una pesquisa, la enmienda requiere que haya una causa probable en cuanto a creer que la pesquisa develará una actividad o contrabando criminal. En otras palabras, deben tener legalmente suficientes razones para creer que una pesquisa es. La Corte Suprema ha declarado que una causa razonable para pesquisar
es un estándar flexible y de sentido común. Simplemente se requiere que el oficial tenga a su disposición hechos que 'darían a una persona razonable razones para,' que cosas específicas podrían provenir de contrabando o hayan sido propiedad robada sería utilizada como evidencias de un crimen; no exige que en cualquier caso que tal creencia sea correcta o más bien verdadera que falsa. Una 'práctica, más no técnica' probabilidad que habría evidencia incriminatoria es todo lo que se requiere.

### "Pesquisa Terry"
Sin embargo, en ciertas circunstancias, las autoridades han permitido realizar una pesquisa en un nivel menor del requerido para una causa probable. En Terry v. Ohio, la Corte Suprema decidió que cuando un policía "observa conductas inusuales" que lo llevarían a una creencia razonable respeto a "que una actividad criminal podría estar en funcionamiento" y que la persona sospechosa tiene un arma, y así, podría ser un peligro inminente para un policía o para otros, el oficial podría llevar a cabo una pesquisa o registro, para determinar si es que la persona esta o no ocultando un arma. Para realizar una pesquisa, el policía debe poder demostrar según hechos específicos y articulados que, tomados como un todo de forma racional, puede inferirse que de tales hechos producirían un razonamiento lógico para dar una orden judicial que apoyara sus acciones. Una simple corazonada no sería suficiente.